# Ermita de Santa Marina

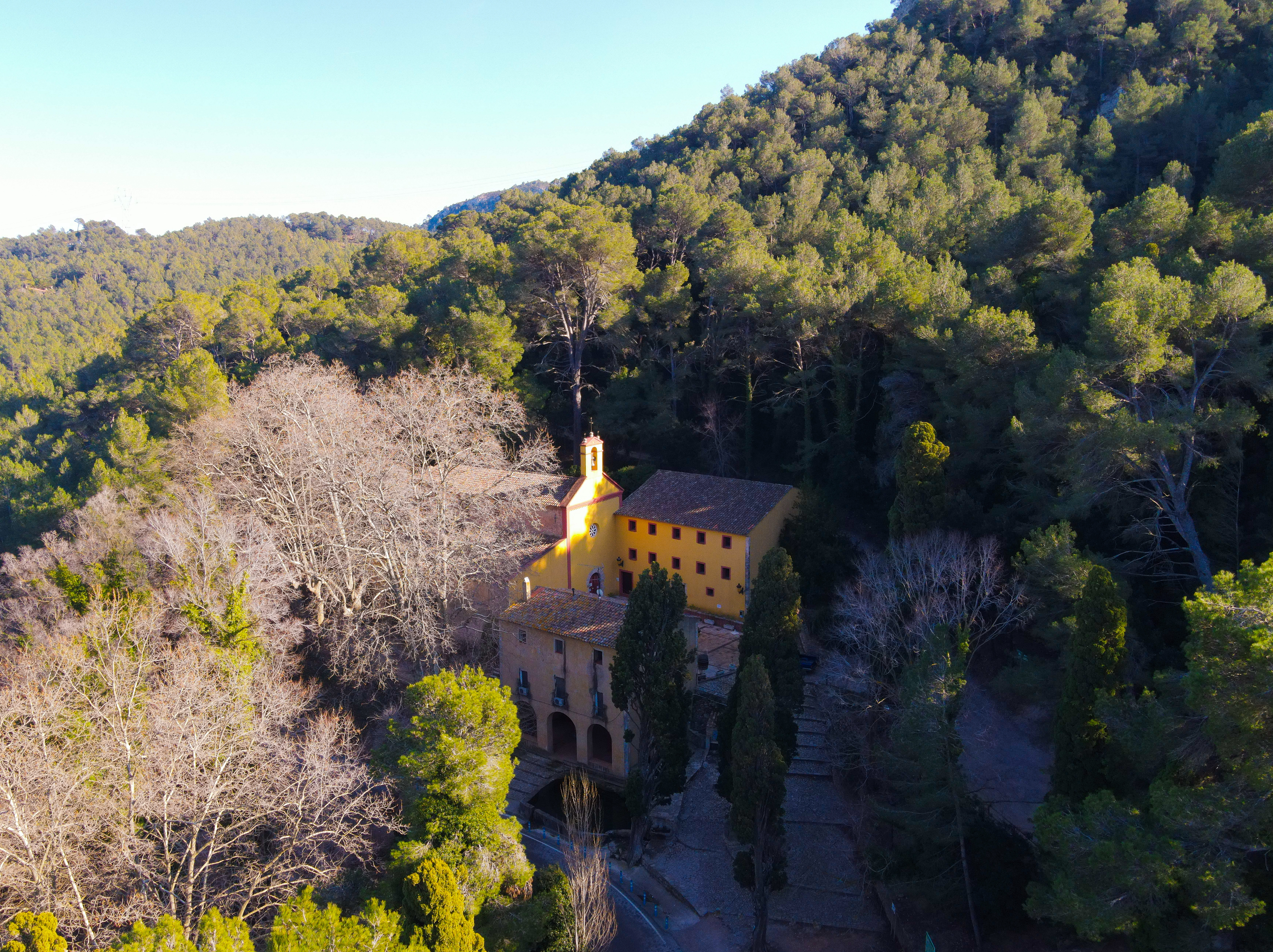
Santa Marina entre arbres.

L'Ermita de Santa Marina es troba dins del terme de Pratdip, Baix Camp, a uns quatre quilòmetres del poble, en el camí de Vandellòs. El conjunt de l'ermita de Santa Marina està format actualment per cinc edificis: l'ermita, la casa de la Font, la casa dels ermitans, la Casa Gran i l'antic balneari. L'ermita ha estat declarada bé cultural d'interès local.

## Història
L'any 1335 ja existia la partida de Santa Marina i per tant, segurament ja hi havia algun ermitori en aquest territori. Fou aproximadament l'any 1500 quan la família del Mas del Sabater va donar part dels terrenys que actualment conformen el patrimoni de l'ermita i en va fer la cessió del dret de l'aigua. És llavors quan s'inicià la construcció de l'actual ermita i de la casa de l'ermità.
L'any 1602 es col·locà el primer retaule d'estil renaixentista, substituït per un altre d'estil barroc l'any 1730, el qual fou cremat durant la Guerra Civil. El primer es conserva a l'església parroquial de la Nativitat de Santa Maria de Pratdip.
Durant el segle xviii es construïren la casa nova dels ermitans, la Casa Gran, que allotjava les quadres a la planta baixa i l'hostatgeria a dalt, i la casa de la Font que cobria amb porxos la font de tres canells i ampliava l'allotjament. Però el santuari no estava lliure de problemes, entre els quals destaca el moment de la promulgació de la Llei de desamortització de Mendizabal el 1834, per la que s'expropiaven les terres i els edificis excepte l'ermita i la casa de l'ermità. Per tal d'evitar que aquests béns poguessin ser comprats per persones alienes, el capellà reuní a nou famílies riques del poble, amb la intenció de crear una societat capaç de participar en la subhasta i adquirir els títols d'aquesta. Malgrat que la idea donà bon fruit, posteriorment seria motiu d'una greu polèmica. En efecte, acabada la Guerra Civil, el bisbat inscrigué en el Registre de la Propietat de Falset els antics béns expropiats com a propis. Els veïns se sentiren defraudats per aquesta acció unilateral, de manera que va esclatar un enfrontament amb el clergat i com a conseqüència l'ermita quedà pràcticament abandonada.
L'any 1917 es va inaugurar un balneari de luxe a iniciativa de tres barcelonins. Aquest hotel no va tenir l'èxit desitjat i més tard passà a mans del consorci de propietaris de Santa Marina en benefici de l'ermita però va ser clausurat després de la guerra. Es conserven encara les restes de l'antic edifici sota l'ermita, l'anomenat Hotel de Santa Marina.
El dia de Sant Jaume de 1936 un grup d'antifeixistes va cremar el retaule barroc i altres pertinences. La Generalitat reaccionà i envià representants a recollir el material valuós que encara es podia salvar.
L'ermita va entrar en decadència a conseqüència de la Guerra Civil. Malmesa per aquells fets i empobrida per la manca de diners i per la prohibició de continuar fent celebracions populars va perdre la figura de l'ermità. Just quan més es necessitava trobar solucions l'enfrontament entre el clergat i el poble pel domini de la propietat ho va impedir.
Amb l'arribada dels ajuntaments democràtics es començaren a resoldre els problemes. Els acords amb el Bisbat, la reaparició del Patronat de Santa Marina i la tornada de la figura de l'ermità, van permetre iniciar la nova etapa de recuperació del santuari. Durant la dècada dels 90, la Generalitat va incloure l'ermita en el "Llistat de Monuments Catalogats d'Interès Local".
Un cop acabats els treballs de consolidació de l'ermita, es va iniciar la recuperació del seu interior, intentant retornar al santuari l'esplendor que tenia al segle xviii, amb els seus esgrafiats i pintures. Les obres de rehabilitació fetes a l'ermita l'any 1992 posaren al descobert un conjunt de pintures i estucats de guix que daten del segle xviii.
Joan Amades explica que el dia de Santa Marina, el 18 de juliol, s'hi feia un gran aplec. Hi anaven noies de tot el camp, ja que hi havia la creença que les fadrines hi trobarien casador.
Hi havia una corranda coneguda per tot el Camp de Tarragona que deia
| « | a Santa Marina ves-hi fadrina que si fadrina hi vas, casada tornaràs. | » |

S'hi feien balls de coques i era costum de comprar un xiulet de vidre de so estrident. Es ballava també el ball del marxant, en el qual, alternativament, el noi i la noia escollien ballador.

## Els retaules[4]

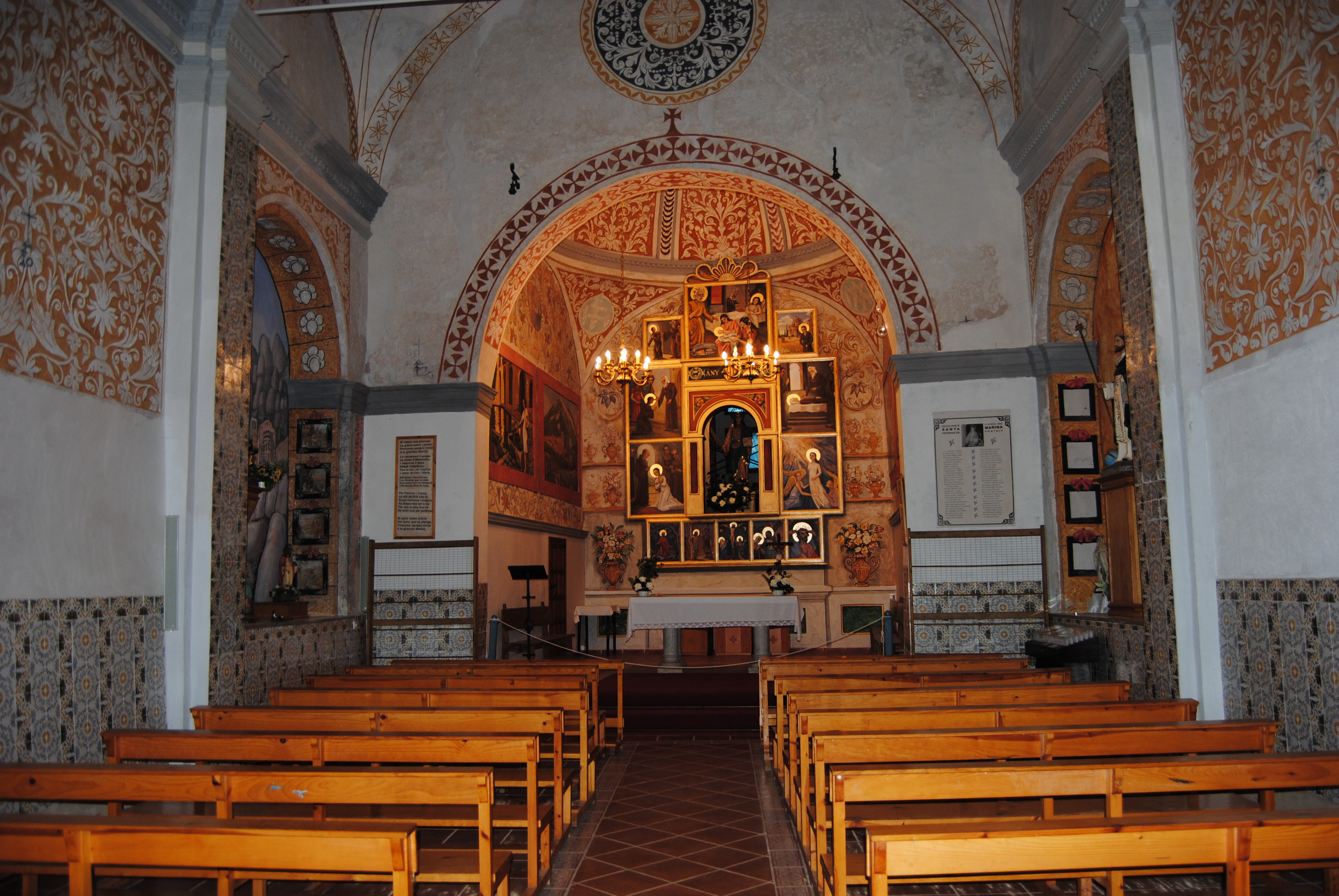
Interior de l'Ermita de Santa Marina

El primer retaule del qual es té constància és el de l'any 1602, retaule pintat d'estil gòtic amb indicis de traçats renaixentistes. Aquest fou substituït l'any 1730 per un retaule barroc esplèndid, amb una magnífica talla de Santa Marina, probablement aprofitada de l'anterior, que durant anys seria la joia de l'ermita. Aquest retaule fou destruït durant la Guerra Civil i fins a l'any 2002 l'ermita va romandre sense retaule, en què es va instal·lar el que hi ha actualment.

### El retaule oblidat
Durant la Guerra Civil el Comitè Antifeixista del poble tenia sota la seva custòdia diferents obres d'art perquè aquestes fossin entregades a la Comissió del Patrimoni artístic de la Generalitat de Catalunya per dipositar-les en lloc segur. Les peces entregades foren un calze barroc de plata, un reliquiari de plata barroc, una naveta de plata, una custòdia de plata i pedres, un reliquiari de plata amb pedres, un sagrari i un retaule gòtic. Les peces de major valor van anar a parar a Tarragona, les quals, després de la guerra se’n perdé la pista. L'altar fou guardat a Reus. Les peces salvades quedaren en l'oblit i mai van ser reclamades, passant a formar part del fons d'art del Museu Comarcal Salvador Vilaseca de Reus.
Amb l'ajuda de la filla dels ermitans que cuidaven l'ermita durant la Guerra Civil es va saber que algunes peces antigues de l'ermita van ser entregades a la Generalitat per a la seva salvaguarda. Seguint aquest fil es va arribar al descobriment que l'antic retaule de Santa Marina encara existia i que es trobava en bon estat de conservació al museu. A partir d'aquest moment es van iniciar els tràmits per poder tornar el retaule al poble i finalment l'any 2003 mitjançant un acord de cessió amb l'Ajuntament de Reus es va aconseguir que el retaule retornés a Pratdip, tot i que es va instal·lar a l'església parroquial del poble per raons de seguretat.
El retaule mesura 2,75 metres de base per 4 d'alçada. Està format per vint taules dividides en dos cossos. Presideix el conjunt la Nativitat i l'acompanyen cinc quadres més, que representen la vida de Santa Marina: l'entrada al convent, l'acusació, la flagel·lació, la penitència i finalment la mort. Els costats i la predel·la són decorats amb diverses escenes de sants i del Nou Testament. Al centre apareix l'escut d'armes de la família Sogorb-Cardona, senyors de Pratdip, els quals possiblement van contribuir econòmicament en la realització de l'obra en tant que eren comptes de Prades.
En el retaule apareix la figura emblemàtica del dip, tant a l'escut del poble que es troba a l'interior de la fornícula, com a la part superior d'aquesta on hi ha dues representacions més.
Se suposa que la imatge de la santa d'aquest retaule va ser traspassada al posterior d'estil barroc, confirmant-ho, no sols la concordança de mides, si no també l'estil clarament diferent, que passava de l'austeritat de la santa a pompositat de la resta d'imatges del retaule barroc.
Aquest retaule romangué a l'ermita de Santa Marina fins a l'any 1730 quan fou substituït pel d'estil barroc.

### El retaule barroc de 1730
Aquest retaule és possiblement del qual es disposa menys informació atès que va ser cremat el 25 de juliol de l'any 1936 per uns exaltats anticlericals. Les úniques restes que es conserven ho fan al museu parroquial de l'església de Pratdip, i es tracta d'una peça de dimensions reduïdes.
Aquest retaule fou col·locat l'any 1730 en substitució de l'antic retaule de 1602. En el nou retaule, d'estil barroc, a diferència de l'anterior, dominava l'escultura sobre la pintura. Del retaule anterior es va aprofitar la imatge de la santa, la senzillesa de la qual contrastava amb la pompositat de la resta de l'obra. L'any 1813 el retaule fou restaurat. En aquesta obra d'art també s'hi trobaven representats els dips, en forma d'escultura a la part baixa del retaule.

### El retaule actual
L'any 1992 s'iniciaren les obres de rehabilitació de l'interior de l'ermita, i una de les tasques que es portaren a terme fou la creació d'un nou retaule de Santa Marina, que fou encarregat a Carles Arola.
El nou retaule, col·locat l'any 2002, consta de 7 taules policromades i daurades amb or de full, on es representa la vida de la Santa i és coronat per la Nativitat de la Mare de Déu, que és la patrona de Pratdip. La iconografia, temàtica i estructura és semblant a la del retaule renaixentista, i les taules representen: l'ingrés al convent de Santa Marina, la falsa acusació, l'expulsió, la penitència, la mort i la glòria. I a la predel·la, la part inferior del retaule, s'hi representen escenes de la passió.
Les pintures murals del cambril, la cúpula i les portes també les va decorar en Carles Arola. Al cambril hi ha representades les principals ciutats d'on vingueren les relíquies de Santa Marina: Alexandria, Venècia, Barcelona i Pratdip. La cúpula està decorada amb un llenguatge plàstic contemporani amb ressonàncies barroques pròpies de l'estil personal de l'artista. A les portes s'hi representen els dips, aquestes criatures vampíriques que formen part de la història mitològica de Pratdip.
La tècnica emprada és la de l'enganyatall o "trompe-l'oeil", un recurs pictòric decorativista per a ressaltar figures creant un efecte molt realista.